# Exerciții spirituale
Exercițiile spirituale, în latină,  Exercitia spiritualia, sunt o carte de rugăciuni făcută din meditații progresive și sistematice compuse de Ignațiu de Loyola (1491-1556), fondator al Companiei lui Isus, pornind de la propria sa experiență de căutare a voinței lui Dumnezeu. Mai întâi redactată în spaniolă, apoi tradusă în latină de către André des Freux, lucrarea a fost aprobată de către papa Paul al III-lea, la 31 iulie 1548 (Pastoralis officii).
Pierre Hadot a arătat cum mai multe școli de filosofie antice utilizau deja 
„exerciții spirituale.”

„Prima adnotare” care deschide cartea explică titlul acesteia:
„Prin acest termen de exerciții spirituale, se înțelege orice mod de a-ți examina conștiința, de a medita, de a contempla, de a te ruga vocal sau mental, și orice alte operațiuni spirituale, cum va fi spus mai departe. Tot așa cum mersul pe jos și alergarea sunt exerciții fizice, numim exerciții spirituale orice fel de pregătire și dispunere a sufletului pentru a îndepărta de la sine toate afecțiunile dezordonate și, după ce le-ai îndepărtat, să cauți și să găsești voința divină în dispoziția vieții tale, în vederea salvării sufletului tău.”